# Olaszország a 2010. évi téli olimpiai játékokon

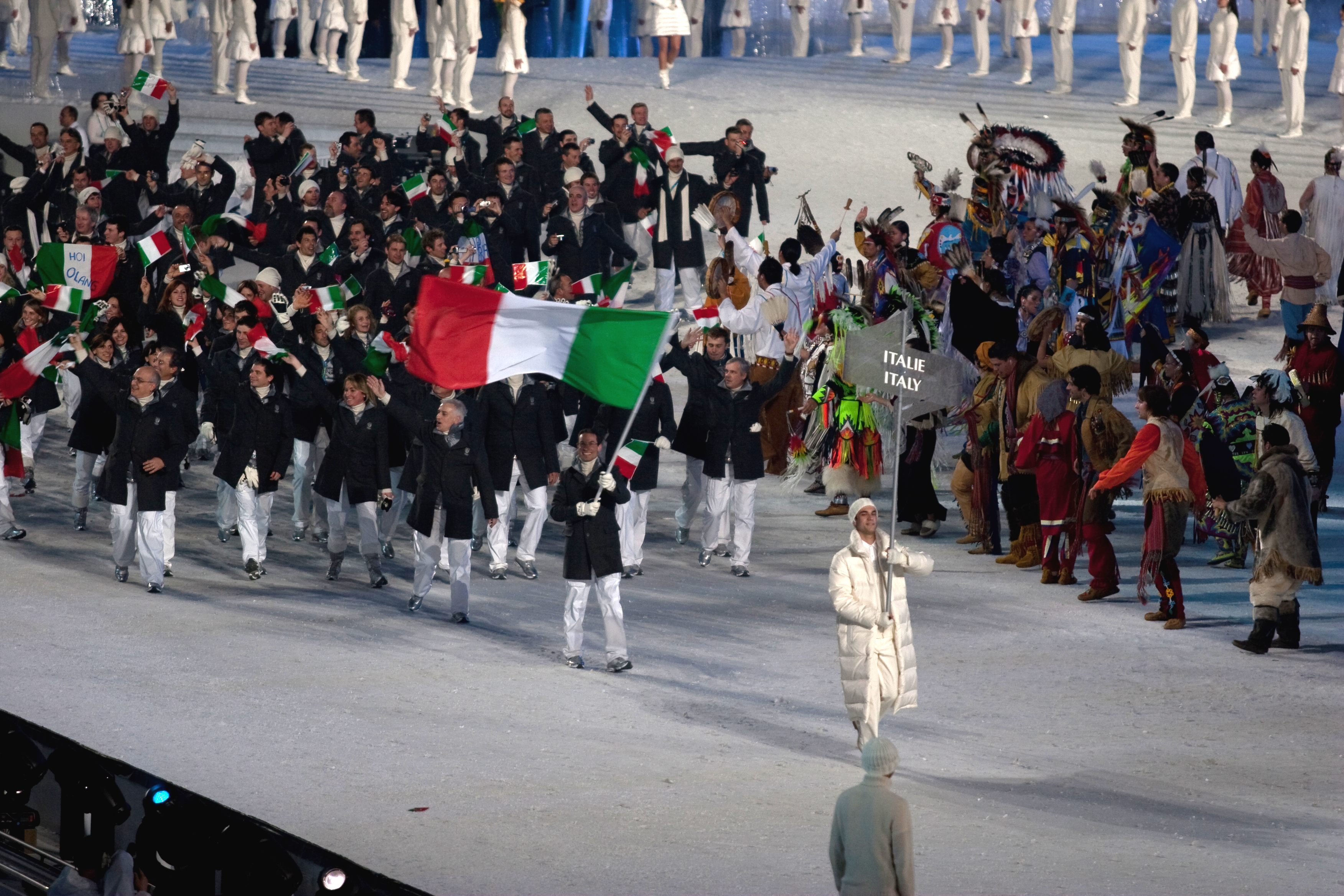
Olaszország olimpiai küldöttsége a megnyitón

Olaszország a kanadai Vancouverben megrendezett 2010. évi téli olimpiai játékok egyik részt vevő nemzete volt. Az országot az olimpián 13 sportágban 109 sportoló képviselte, akik összesen 5 érmet szereztek.

## Érmesek
| Érem  | Versenyző             | Sportág                    | Versenyszám        |
| ----- | --------------------- | -------------------------- | ------------------ |
| Arany | Giuliano Razzoli      | Alpesisí                   | Férfi műlesiklás   |
| Ezüst | Pietro Piller Cottrer | Sífutás                    | Férfi 15 km        |
| Bronz | Alessandro Pittin     | Északi összetett           | Normálsánc + 10 km |
| Bronz | Arianna Fontana       | Rövidpályás gyorskorcsolya | Női 500 m          |
| Bronz | Armin Zöggeler        | Szánkó                     | Férfi egyes        |

## Alpesisí
Férfi
| Versenyző             | Versenyszám            | 1. futam      | 1. futam      | 2. futam      | 2. futam      | Összesítés | Összesítés |
| Versenyző             | Versenyszám            | Idő           | Hely.         | Idő           | Hely.         | Idő        | Helyezés   |
| --------------------- | ---------------------- | ------------- | ------------- | ------------- | ------------- | ---------- | ---------- |
| Massimiliano Blardone | Óriás-műlesiklás       | 1:17,47       | 4.            | 1:21,88       | 24.           | 2:39,35    | 11.        |
| Cristian Deville      | Műlesiklás             | nem ért célba | nem ért célba | kiesett       | kiesett       | kiesett    | kiesett    |
| Manfred Mölgg         | Műlesiklás             | 48,64         | 5.            | 51,81         | 9.            | 1:40,45    | 7.         |
| Manfred Mölgg         | Óriás-műlesiklás       | 1:18,94       | 24.           | 1:21,57       | 21.           | 2:40,51    | 22.        |
| Giuliano Razzoli      | Műlesiklás             | 47,79         | 1.            | 51,53         | 7.            | 1:39,32    |            |
| Patrick Thaler        | Műlesiklás             | 50,13         | 25.           | nem ért célba | nem ért célba | kiesett    | kiesett    |
| Alexander Ploner      | Óriás-műlesiklás       | 1:18,67       | 20.           | 1:21,10       | 11.           | 2:39,77    | 18.        |
| Davide Simoncelli     | Óriás-műlesiklás       | 1:18,52       | 17.           | 1:21,44       | 19.           | 2:39,96    | 20.        |
| Peter Fill            | Lesiklás               |               |               |               |               | 1:55,29    | 15.        |
| Peter Fill            | Szuperóriás-műlesiklás |               |               |               |               | kizárták   | kizárták   |
| Werner Heel           | Lesiklás               |               |               |               |               | 1:55,19    | 12.*       |
| Werner Heel           | Szuperóriás-műlesiklás |               |               |               |               | 1:30,67    | 4.         |
| Christof Innerhofer   | Lesiklás               |               |               |               |               | 1:55,58    | 19.        |
| Christof Innerhofer   | Szuperóriás-műlesiklás |               |               |               |               | 1:30,73    | 6.         |
| Patrick Staudacher    | Lesiklás               |               |               |               |               | 1:57,21    | 35.        |
| Patrick Staudacher    | Szuperóriás-műlesiklás |               |               |               |               | 1:30,74    | 7.         |

| Versenyző           | Versenyszám | Lesiklás | Lesiklás | Műlesiklás    | Műlesiklás    | Összesítés | Összesítés |
| Versenyző           | Versenyszám | Idő      | Hely.    | Idő           | Hely.         | Idő        | Helyezés   |
| ------------------- | ----------- | -------- | -------- | ------------- | ------------- | ---------- | ---------- |
| Manfred Mölgg       | Összetett   | 1:58,29  | 39.      | nem ért célba | nem ért célba | kiesett    | kiesett    |
| Peter Fill          | Összetett   | 1:54,15  | 8.       | nem ért célba | nem ért célba | kiesett    | kiesett    |
| Christof Innerhofer | Összetett   | 1:54,55  | 10.      | 51,90         | 13.           | 2:46,45    | 8.         |
| Dominik Paris       | Összetett   | 1:53,54  | 2.       | 54,45         | 29.           | 2:47,99    | 13.        |

Női
| Versenyző          | Versenyszám            | 1. futam | 1. futam | 2. futam      | 2. futam      | Összesítés    | Összesítés    |
| Versenyző          | Versenyszám            | Idő      | Hely.    | Idő           | Hely.         | Idő           | Helyezés      |
| ------------------ | ---------------------- | -------- | -------- | ------------- | ------------- | ------------- | ------------- |
| Chiara Costazza    | Műlesiklás             | 53,18    | 25.      | nem ért célba | nem ért célba | kiesett       | kiesett       |
| Nicole Gius        | Műlesiklás             | 51,71    | 8.       | 53,30         | 17.           | 1:45,01       | 8.            |
| Nicole Gius        | Óriás-műlesiklás       | 1:17,16  | 21.      | 1:11,71       | 10.           | 2:28,87       | 20.           |
| Denise Karbon      | Műlesiklás             | 53,44    | 27.      | 52,50         | 5.            | 1:45,94       | 18.           |
| Denise Karbon      | Óriás-műlesiklás       | 1:18,22  | 30.      | 1:11,15       | 1.            | 2:29,37       | 23.           |
| Manuela Mölgg      | Műlesiklás             | 53,09    | 24.      | 52,22         | 4.            | 1:45,31       | 11.           |
| Manuela Mölgg      | Óriás-műlesiklás       | 1:15,79  | 8.       | 1:12,87       | 26.*          | 2:28,66       | 17.           |
| Federica Brignone  | Óriás-műlesiklás       | 1:17,01  | 20.      | 1:11,67       | 9.            | 2:28,68       | 18.           |
| Elena Fanchini     | Lesiklás               |          |          |               |               | nem ért célba | nem ért célba |
| Elena Fanchini     | Szuperóriás-műlesiklás |          |          |               |               | 1:22,17       | 14.           |
| Daniela Merighetti | Lesiklás               |          |          |               |               | nem ért célba | nem ért célba |
| Daniela Merighetti | Szuperóriás-műlesiklás |          |          |               |               | nem ért célba | nem ért célba |
| Lucia Recchia      | Lesiklás               |          |          |               |               | 1:46,50       | 9.            |
| Lucia Recchia      | Szuperóriás-műlesiklás |          |          |               |               | 1:21,43       | 7.            |
| Hanna Schnarf      | Lesiklás               |          |          |               |               | 1:48,77       | 22.           |
| Hanna Schnarf      | Szuperóriás-műlesiklás |          |          |               |               | 1:20,99       | 4.            |

| Versenyző          | Versenyszám | Lesiklás      | Lesiklás      | Műlesiklás | Műlesiklás | Összesítés | Összesítés |
| Versenyző          | Versenyszám | Idő           | Hely.         | Idő        | Hely.      | Idő        | Helyezés   |
| ------------------ | ----------- | ------------- | ------------- | ---------- | ---------- | ---------- | ---------- |
| Daniela Merighetti | Összetett   | nem ért célba | nem ért célba | kiesett    | kiesett    | kiesett    | kiesett    |
| Hanna Schnarf      | Összetett   | 1:25,72       | 9.            | 45,57      | 12.        | 2:11,29    | 8.         |

* - egy másik versenyzővel azonos eredményt ért el

## Biatlon
Férfi
| Versenyző                                                    | Versenyszám           | Lövőhiba     | Időeredmény | Helyezés |
| ------------------------------------------------------------ | --------------------- | ------------ | ----------- | -------- |
| Mattia Cola                                                  | 10 km sprint          | 1 (0+1)      | 27:24,9     | 60.      |
| Mattia Cola                                                  | 12,5 km üldözőverseny | 4 (0+0+0+4)  | 39:50,9     | 55.      |
| Christian De Lorenzi                                         | 10 km sprint          | 4 (2+2)      | 27:25,9     | 61.      |
| Christian De Lorenzi                                         | 20 km egyéni          | 4 (1+0+2+1)  | 53:03,6     | 38.      |
| Lukas Hofer                                                  | 10 km sprint          | 4 (2+2)      | 27:18,3     | 56.      |
| Lukas Hofer                                                  | 12,5 km üldözőverseny | 5 (2+0+2+1)  | 39:50,9     | 54.      |
| Lukas Hofer                                                  | 20 km egyéni          | 3 (0+1+1+1)  | 53:23,7     | 46.      |
| Markus Windisch                                              | 10 km sprint          | 0 (0+0)      | 26:44,7     | 44.      |
| Markus Windisch                                              | 12,5 km üldözőverseny | 6 (0+2+3+1)  | 39:50,8     | 53.      |
| Markus Windisch                                              | 20 km egyéni          | 3 (0+3+0+0)  | 52:38,7     | 31.      |
| Rene Laurent Vuillermoz                                      | 20 km egyéni          | 4 (0+1+1+2)  | 54:19,7     | 54.      |
| Christian De Lorenzi Markus Windisch Lukas Hofer Mattia Cola | 4 × 7,5 km váltó      | 12 (0+3 1+8) | 1:26:27,5   | 12.      |

Női
| Versenyző                                                   | Versenyszám         | Lövőhiba    | Időeredmény | Helyezés |
| ----------------------------------------------------------- | ------------------- | ----------- | ----------- | -------- |
| Roberta Fiandino                                            | 7,5 km sprint       | 4 (3+1)     | 23:11.6     | 73.      |
| Katja Haller                                                | 7,5 km sprint       | 1 (0+1)     | 21:51,0     | 38.      |
| Katja Haller                                                | 10 km üldözőverseny | 5 (1+2+2+0) | 36:20,9     | 51.      |
| Katja Haller                                                | 15 km egyéni        | 0 (0+0+0+0) | 43:12,4     | 18.      |
| Karin Oberhofer                                             | 7,5 km sprint       | 3 (1+2)     | 22:08,9     | 47.      |
| Karin Oberhofer                                             | 10 km üldözőverseny | 6 (2+3+1+0) | 36:40,3     | 53.      |
| Karin Oberhofer                                             | 15 km egyéni        | 7 (0+1+2+4) | 49:18,6     | 75.      |
| Michela Ponza                                               | 7,5 km sprint       | 2 (1+1)     | 21:55,7     | 43.      |
| Michela Ponza                                               | 10 km üldözőverseny | 1 (0+1+0+0) | 36:11,9     | 50.      |
| Michela Ponza                                               | 15 km egyéni        | 1 (0+0+0+1) | 43:54,4     | 27.      |
| Christa Perathoner                                          | 15 km egyéni        | 5 (1+1+1+2) | 50:23,3     | 79.      |
| Michela Ponza Katja Haller Karin Oberhofer Roberta Fiandino | 4 × 6 km váltó      | 8 (0+4 0+4) | 1:12:54.2   | 11.      |

## Bob
Férfi
| Versenyző                                                       | Versenyszám | 1. futam | 1. futam | 2. futam | 2. futam | 3. futam | 3. futam | 4. futam | 4. futam | Összesítés | Összesítés |
| Versenyző                                                       | Versenyszám | Idő      | Hely.    | Idő      | Hely.    | Idő      | Hely.    | Idő      | Hely.    | Idő        | Helyezés   |
| --------------------------------------------------------------- | ----------- | -------- | -------- | -------- | -------- | -------- | -------- | -------- | -------- | ---------- | ---------- |
| Simone Bertazzo Samuele Romanini                                | Kettes      | 52,33    | 13.      | 52,88    | 18.      | kizárták | kizárták | kiesett  | kiesett  | kiesett    | kiesett    |
| Fabrizio Tosini Sergio Riva                                     | Kettes      | 52,84    | 19.      | 52,83    | 15.*     | 52,34    | 13.      | 52,65    | 18.      | 3:30,66    | 17.        |
| Simone Bertazzo Danilo Santarsiero Samuele Romanini Mirko Turri | Négyes      | 51,57    | 13.      | 51,38    | 8.       | 51,62    | 6.       | 51,68    | 7.       | 3:26,25    | 9.         |

Női
| Versenyző                         | Versenyszám | 1. futam | 1. futam | 2. futam | 2. futam | 3. futam | 3. futam | 4. futam | 4. futam | Összesítés | Összesítés |
| Versenyző                         | Versenyszám | Idő      | Hely.    | Idő      | Hely.    | Idő      | Hely.    | Idő      | Hely.    | Idő        | Helyezés   |
| --------------------------------- | ----------- | -------- | -------- | -------- | -------- | -------- | -------- | -------- | -------- | ---------- | ---------- |
| Jessica Gillarduzzi Laura Curione | Kettes      | 54,15    | 12.      | 54,37    | 14.      | 54,40    | 13.      | 54,11    | 13.      | 3:37,03    | 13.        |

## Északi összetett
| Versenyző                                                          | Versenyszám        | Síugrás | Síugrás | Síugrás    | Sífutás | Sífutás | Összesítés | Összesítés |
| Versenyző                                                          | Versenyszám        | Pont    | Hely.   | Időhátrány | Idő     | Hely.   | Idő        | Helyezés   |
| ------------------------------------------------------------------ | ------------------ | ------- | ------- | ---------- | ------- | ------- | ---------- | ---------- |
| Armin Bauer                                                        | Normálsánc + 10 km | 91,5    | 44.     | +2:56      | 26:36,3 | 36.     | 29:32,3    | 43.        |
| Armin Bauer                                                        | Nagysánc + 10 km   | 99,8    | 23.     | +1:49      | 26:00,1 | 23.*    | 27:49,1    | 21.        |
| Giuseppe Michielli                                                 | Normálsánc + 10 km | 107,0   | 38.     | +1:54      | 25:46,1 | 26.     | 27:40,1    | 33.        |
| Giuseppe Michielli                                                 | Nagysánc + 10 km   | 94,0    | 27.     | +2:12      | 25:38,3 | 16.     | 27:50,3    | 23.        |
| Alessandro Pittin                                                  | Normálsánc + 10 km | 123,5   | 6.      | +0:48      | 24:59,9 | 4.      | 25:47,9    |            |
| Alessandro Pittin                                                  | Nagysánc + 10 km   | 108,7   | 13.*    | +1:13      | 25:00,6 | 5.      | 26:13,6    | 7.         |
| Lukas Runggaldier                                                  | Normálsánc + 10 km | 119,0   | 16.*    | +1:06      | 25:30,7 | 19.     | 26:36,7    | 16.        |
| Lukas Runggaldier                                                  | Nagysánc + 10 km   | 114,2   | 7.      | +0:51      | 25:40,6 | 17.     | 26:32,6    | 11.        |
| Lukas Runggaldier Armin Bauer Giuseppe Michielli Alessandro Pittin | Csapat             | 402,6   | 10.     | +2:19      | 51:55,5 | 9.      | 54:14,5    | 10.        |

* - egy másik versenyzővel azonos eredményt ért el

## Gyorskorcsolya
Férfi
| Versenyző        | Versenyszám | 1. futam | 1. futam | 2. futam | 2. futam | Eredmény | Helyezés |
| Versenyző        | Versenyszám | Idő      | Hely.    | Idő      | Hely.    | Eredmény | Helyezés |
| ---------------- | ----------- | -------- | -------- | -------- | -------- | -------- | -------- |
| Ermanno Ioriatti | 500 m       | 35,957   | 29.      | 35,842   | 24.      | 71,799   | 24.      |
| Ermanno Ioriatti | 1000 m      |          |          |          |          | 1:12,15  | 33.      |
| Matteo Anesi     | 1000 m      |          |          |          |          | 1:11,51  | 30.      |
| Matteo Anesi     | 1500 m      |          |          |          |          | 1:47,34  | 12.      |
| Enrico Fabris    | 1500 m      |          |          |          |          | 1:47,02  | 10.      |
| Enrico Fabris    | 5000 m      |          |          |          |          | 6:20,53  | 7.       |
| Luca Stefani     | 5000 m      |          |          |          |          | 6:41,75  | 25.      |

Női
| Versenyző        | Versenyszám | 1. futam | 1. futam | 2. futam | 2. futam | Eredmény | Helyezés |
| Versenyző        | Versenyszám | Idő      | Hely.    | Idő      | Hely.    | Eredmény | Helyezés |
| ---------------- | ----------- | -------- | -------- | -------- | -------- | -------- | -------- |
| Chiara Simionato | 500 m       | 39,480   | 28.      | 39,285   | 25.      | 78,765   | 25.      |
| Chiara Simionato | 1000 m      |          |          |          |          | 1:18,02  | 19.      |
| Chiara Simionato | 1500 m      |          |          |          |          | 2:02,38  | 27.      |

Csapatverseny
| Versenyző                                                | Versenyszám | Negyeddöntő                                                               | Negyeddöntő | Elődöntő     | Elődöntő  | Döntő | Döntő                                                           | Döntő     | Helyezés |
| Versenyző                                                | Versenyszám | Ellenfél Idő                                                              | Saját idő   | Ellenfél Idő | Saját idő | Típus | Ellenfél Idő                                                    | Saját idő | Helyezés |
| -------------------------------------------------------- | ----------- | ------------------------------------------------------------------------- | ----------- | ------------ | --------- | ----- | --------------------------------------------------------------- | --------- | -------- |
| Ermanno Ioriatti Enrico Fabris Matteo Anesi Luca Stefani | Férfi       | Kanada (CAN) · Mathieu Giroux · Lucas Makowsky · Denny Morrison · 3:42,38 | 3:46,35     |              |           | C     | Dél-Korea (KOR) · Ha Hongszon · I Csongu · I Szunghun · 3:48,60 | 3:54,39   | 6.       |

## Műkorcsolya
| Versenyző                         | Versenyszám  | Rövid program | Rövid program | Kűr    | Kűr   | Összesítés | Összesítés |
| Versenyző                         | Versenyszám  | Pont          | Hely.         | Pont   | Hely. | Pont       | Helyezés   |
| --------------------------------- | ------------ | ------------- | ------------- | ------ | ----- | ---------- | ---------- |
| Samuel Contesti                   | Férfi egyéni | 70,60         | 14.           | 116,90 | 19.   | 187,50     | 18.        |
| Paolo Bacchini                    | Férfi egyéni | 64,42         | 20.           | 112,79 | 22.   | 177,21     | 20.        |
| Carolina Kostner                  | Női egyéni   | 63,02         | 7.            | 88,88  | 19.   | 151,90     | 16.        |
| Nicole Della Monica Yannick Kocon | Páros        | 56,82         | 11.           | 104,78 | 13.   | 161,60     | 12.        |

| Versenyző                      | Versenyszám | Kötelező tánc | Kötelező tánc | Eredeti (original) tánc | Eredeti (original) tánc | Kűr   | Kűr   | Összesítés | Összesítés |
| Versenyző                      | Versenyszám | Pont          | Hely.         | Pont                    | Hely.                   | Pont  | Hely. | Pont       | Helyezés   |
| ------------------------------ | ----------- | ------------- | ------------- | ----------------------- | ----------------------- | ----- | ----- | ---------- | ---------- |
| Federica Faiella Massimo Scali | Jégtánc     | 39,88         | 5.            | 60,18                   | 5.                      | 99,11 | 5.    | 199,17     | 5.         |
| Anna Cappellini Luca La Notte  | Jégtánc     | 33,13         | 12.           | 51,45                   | 12.                     | 82,74 | 15.   | 167,32     | 12.        |

## Rövidpályás gyorskorcsolya
Férfi
| Versenyző                                                    | Versenyszám  | Előfutam | Előfutam | Negyeddöntő | Negyeddöntő | Elődöntő | Elődöntő | B döntő  | B döntő  | Döntő   | Döntő   | Helyezés |
| Versenyző                                                    | Versenyszám  | Idő      | Hely.    | Idő         | Hely.       | Idő      | Hely.    | Idő      | Hely.    | Idő     | Hely.   | Helyezés |
| ------------------------------------------------------------ | ------------ | -------- | -------- | ----------- | ----------- | -------- | -------- | -------- | -------- | ------- | ------- | -------- |
| Nicolas Bean                                                 | 500 m        | 42,344   | 4.       | kiesett     | kiesett     | kiesett  | kiesett  | kiesett  | kiesett  | kiesett | kiesett | 20.      |
| Nicolas Bean                                                 | 1000 m       | 1:26,781 | 2.       | 1:25,827    | 3.          | kiesett  | kiesett  | kiesett  | kiesett  | kiesett | kiesett | 12.      |
| Nicolas Bean                                                 | 1500 m       | 2:17,089 | 4.       |             |             | kiesett  | kiesett  | kiesett  | kiesett  | kiesett | kiesett | 26.      |
| Yuri Confortola                                              | 500 m        | 1:17,401 | 4.       | kiesett     | kiesett     | kiesett  | kiesett  | kiesett  | kiesett  | kiesett | kiesett | 30.      |
| Yuri Confortola                                              | 1000 m       | 1:27,073 | 1.       | 1:24,788    | 3.          | kiesett  | kiesett  | kiesett  | kiesett  | kiesett | kiesett | 19.      |
| Yuri Confortola                                              | 1500 m       | 2:14,584 | 1.       |             |             | 2:13,645 | 3.       | kizárták | kizárták |         |         | 13.      |
| Nicola Rodigari                                              | 500 m        | 42,190   | 3.       | kiesett     | kiesett     | kiesett  | kiesett  | kiesett  | kiesett  | kiesett | kiesett | 19.      |
| Nicola Rodigari                                              | 1000 m       | 1:41,117 | 3.       | kizárták    | kizárták    | kiesett  | kiesett  | kiesett  | kiesett  | kiesett | kiesett | 17.      |
| Nicola Rodigari                                              | 1500 m       | 2:12,609 | 3.       |             |             | 2:11,402 | 4.       | 2:18,422 | 2.       |         |         | 8.       |
| Nicolas Bean Yuri Confortola Claudio Rinaldi Nicola Rodigari | 5000 m váltó |          |          |             |             | kizárták | kizárták | kiesett  | kiesett  | kiesett | kiesett | kiesett  |

Női
| Versenyző                                                                 | Versenyszám  | Előfutam | Előfutam | Negyeddöntő | Negyeddöntő | Elődöntő | Elődöntő | B döntő  | B döntő | Döntő   | Döntő   | Helyezés |
| Versenyző                                                                 | Versenyszám  | Idő      | Hely.    | Idő         | Hely.       | Idő      | Hely.    | Idő      | Hely.   | Idő     | Hely.   | Helyezés |
| ------------------------------------------------------------------------- | ------------ | -------- | -------- | ----------- | ----------- | -------- | -------- | -------- | ------- | ------- | ------- | -------- |
| Arianna Fontana                                                           | 500 m        | 44,482   | 1.       | 44,257      | 2.          | 43,991   | 2.       |          |         | 43,804  | 3.      |          |
| Arianna Fontana                                                           | 1000 m       | 1:32,640 | 2.       | 1:32,472    | 3.          | kiesett  | kiesett  | kiesett  | kiesett | kiesett | kiesett | 12.      |
| Arianna Fontana                                                           | 1500 m       | 2:27,120 | 1.       |             |             | 2:21,522 | 3.       | 2:42,801 | 1.      |         |         | 9.       |
| Cecilia Maffei                                                            | 500 m        | 44,948   | 3.       | kiesett     | kiesett     | kiesett  | kiesett  | kiesett  | kiesett | kiesett | kiesett | 22.      |
| Cecilia Maffei                                                            | 1000 m       | 1:32,615 | 3.       | kiesett     | kiesett     | kiesett  | kiesett  | kiesett  | kiesett | kiesett | kiesett | 21.      |
| Cecilia Maffei                                                            | 1500 m       | 2:24,931 | 5.       |             |             | kiesett  | kiesett  | kiesett  | kiesett | kiesett | kiesett | 26.      |
| Martina Valcepina                                                         | 500 m        | 1:08,173 | 4.       | kiesett     | kiesett     | kiesett  | kiesett  | kiesett  | kiesett | kiesett | kiesett | 31.      |
| Katia Zini                                                                | 1500 m       | 2:30,606 | 6.       |             |             | kiesett  | kiesett  | kiesett  | kiesett | kiesett | kiesett | 31.      |
| Arianna Fontana Cecilia Maffei Martina Valcepina Katia Zini Lucia Peretti | 3000 m váltó |          |          |             |             | 4:23,950 | 4.       | 4:18,559 | 3.      |         |         | 6.       |

## Síakrobatika
Mogul
| Versenyző       | Versenyszám | Selejtező | Selejtező | Döntő | Döntő    |
| Versenyző       | Versenyszám | Pont      | Helyezés  | Pont  | Helyezés |
| --------------- | ----------- | --------- | --------- | ----- | -------- |
| Deborah Scanzio | Női         | 21,84     | 14.       | 22,19 | 10.      |

## Sífutás
Férfi
| Versenyző                                                             | Versenyszám     | Selejtező | Selejtező | Negyeddöntő | Negyeddöntő | Elődöntő | Elődöntő | Döntő     | Döntő    |
| Versenyző                                                             | Versenyszám     | Idő       | Hely.     | Idő         | Hely.       | Idő      | Hely.    | Idő       | Helyezés |
| --------------------------------------------------------------------- | --------------- | --------- | --------- | ----------- | ----------- | -------- | -------- | --------- | -------- |
| Valerio Checchi                                                       | 15 km           |           |           |             |             |          |          | 34:53,7   | 19.      |
| Valerio Checchi                                                       | 50 km           |           |           |             |             |          |          | 2:10:49,7 | 31.      |
| Roland Clara                                                          | 50 km           |           |           |             |             |          |          | 2:11:00,8 | 36.      |
| Giorgio Di Centa                                                      | 15 km           |           |           |             |             |          |          | 34:36,2   | 10.      |
| Giorgio Di Centa                                                      | 30 km           |           |           |             |             |          |          | 1:16:05,1 | 12.      |
| Giorgio Di Centa                                                      | 50 km           |           |           |             |             |          |          | 2:05:49,0 | 11.      |
| Loris Frasnelli                                                       | Sprint          | 3:41,78   | 30.       | 3:40,9      | 6.          | kiesett  | kiesett  | kiesett   | 30.      |
| David Hofer                                                           | Sprint          | 3:42,89   | 39.       | kiesett     | kiesett     | kiesett  | kiesett  | kiesett   | 39.      |
| David Hofer                                                           | 30 km           |           |           |             |             |          |          | 1:25:02,6 | 53.      |
| Thomas Moriggl                                                        | 15 km           |           |           |             |             |          |          | 34:59,9   | 24.      |
| Thomas Moriggl                                                        | 30 km           |           |           |             |             |          |          | 1:17:40,9 | 24.      |
| Fabio Pasini                                                          | Sprint          | 3:40,86   | 26.       | 3:35,7      | 5.          | kiesett  | kiesett  | kiesett   | 24.      |
| Renato Pasini                                                         | Sprint          | 3:39,63   | 22.       | 3:42,8      | 4.          | kiesett  | kiesett  | kiesett   | 20.      |
| Pietro Piller Cottrer                                                 | 15 km           |           |           |             |             |          |          | 34:00,9   |          |
| Pietro Piller Cottrer                                                 | 30 km           |           |           |             |             |          |          | 1:16:19,9 | 14.      |
| Pietro Piller Cottrer                                                 | 50 km           |           |           |             |             |          |          | 2:08:21,6 | 26.      |
| Cristian Zorzi Renato Pasini                                          | Csapatsprint    | 18:43,9   | 4. D      |             |             |          |          | 19:21,1   | 8.       |
| Valerio Checchi Giorgio Di Centa Pietro Piller Cottrer Cristian Zorzi | 4 × 10 km váltó |           |           |             |             |          |          | 1:47:16,6 | 9.       |

Női
| Versenyző                                                 | Versenyszám    | Selejtező | Selejtező | Negyeddöntő | Negyeddöntő | Elődöntő | Elődöntő | Döntő     | Döntő    |
| Versenyző                                                 | Versenyszám    | Idő       | Hely.     | Idő         | Hely.       | Idő      | Hely.    | Idő       | Helyezés |
| --------------------------------------------------------- | -------------- | --------- | --------- | ----------- | ----------- | -------- | -------- | --------- | -------- |
| Elisa Brocard                                             | Sprint         | 3:58,27   | 43.       | kiesett     | kiesett     | kiesett  | kiesett  | kiesett   | 43.      |
| Antonella Confortola                                      | 30 km          |           |           |             |             |          |          | 1:34:07,7 | 16.      |
| Arianna Follis                                            | 10 km          |           |           |             |             |          |          | 25:54,1   | 11.      |
| Arianna Follis                                            | 15 km          |           |           |             |             |          |          | 41:21,6   | 9.       |
| Magda Genuin                                              | Sprint         | 3:42,18   | 4.        | 3:41,9      | 1.          | 3:42,2   | 2.       | 3:49,1    | 5.       |
| Marianna Longa                                            | 10 km          |           |           |             |             |          |          | 26:06,2   | 18.      |
| Marianna Longa                                            | 15 km          |           |           |             |             |          |          | 41:02,2   | 7.       |
| Marianna Longa                                            | 30 km          |           |           |             |             |          |          | 1:33:19,9 | 11.      |
| Karin Moroder                                             | Sprint         | 3:53,74   | 39.       | kiesett     | kiesett     | kiesett  | kiesett  | kiesett   | 39.      |
| Silvia Rupil                                              | 10 km          |           |           |             |             |          |          | 25:58,5   | 14.      |
| Silvia Rupil                                              | 15 km          |           |           |             |             |          |          | 42:01,6   | 16.      |
| Sabina Valbusa                                            | 10 km          |           |           |             |             |          |          | 26:05,8   | 17.      |
| Sabina Valbusa                                            | 15 km          |           |           |             |             |          |          | 42:19,4   | 18.      |
| Magda Genuin Arianna Follis                               | Csapatsprint   | 18:43,0   | 2. D      |             |             |          |          | 18:14,2   | 4.       |
| Arianna Follis Marianna Longa Silvia Rupil Sabina Valbusa | 4 × 5 km váltó |           |           |             |             |          |          | 56:04,9   | 4.       |

## Síugrás
| Versenyző           | Versenyszám | Selejtező | Selejtező | 1. ugrás | 1. ugrás | 2. ugrás | 2. ugrás | Összesítés | Összesítés |
| Versenyző           | Versenyszám | Pont      | Hely.     | Pont     | Hely.    | Pont     | Hely.    | Pont       | Helyezés   |
| ------------------- | ----------- | --------- | --------- | -------- | -------- | -------- | -------- | ---------- | ---------- |
| Sebastian Colloredo | Normálsánc  | 113,0     | 35.*      | 114,0    | 28.      | 115,0    | 26.      | 229,0      | 29.*       |
| Sebastian Colloredo | Nagysánc    | 125,2     | 18.       | 99,3     | 27.*     | 102,9    | 24.      | 202,2      | 27.        |
| Roberto Dellasega   | Normálsánc  | kizárták  | kizárták  | kiesett  | kiesett  | kiesett  | kiesett  | kiesett    | kiesett    |
| Roberto Dellasega   | Nagysánc    | 87,8      | 44.       | kiesett  | kiesett  | kiesett  | kiesett  | kiesett    | kiesett    |
| Andrea Morassi      | Normálsánc  | 114,0     | 32.       | 106,0    | 43.      | kiesett  | kiesett  | kiesett    | kiesett    |
| Andrea Morassi      | Nagysánc    | 109,7     | 31.       | 59,9     | 48.      | kiesett  | kiesett  | kiesett    | kiesett    |

* - egy másik versenyzővel azonos eredményt ért el

## Snowboard
Halfpipe
| Versenyző         | Versenyszám | Selejtező  | Selejtező  | Selejtező | Elődöntő   | Elődöntő   | Elődöntő | Döntő      | Döntő      | Helyezés |
| Versenyző         | Versenyszám | 1. forduló | 2. forduló | Hely.     | 1. forduló | 2. forduló | Hely.    | 1. forduló | 2. forduló | Helyezés |
| ----------------- | ----------- | ---------- | ---------- | --------- | ---------- | ---------- | -------- | ---------- | ---------- | -------- |
| Manuel Pietropoli | Férfi       | 9,3        | 5,2        | 20.       | kiesett    | kiesett    | kiesett  | kiesett    | kiesett    | 39.      |

Parallel giant slalom
| Versenyző          | Versenyszám | Selejtező | Selejtező | Nyolcaddöntő                | Negyeddöntő       | Elődöntő          | Döntő             | Helyezés |
| Versenyző          | Versenyszám | Idő       | Hely.     | Ellenfél Eredmény           | Ellenfél Eredmény | Ellenfél Eredmény | Ellenfél Eredmény | Helyezés |
| ------------------ | ----------- | --------- | --------- | --------------------------- | ----------------- | ----------------- | ----------------- | -------- |
| Aaron March        | Férfi       | 1:18,36   | 13.       | Benjamin Karl (AUT) · +2,27 | kiesett           | kiesett           | kiesett           | 15.      |
| Roland Fischnaller | Férfi       | 1:18,87   | 18.       | kiesett                     | kiesett           | kiesett           | kiesett           | 18.      |
| Meinhard Erlacher  | Férfi       | 1:20,14   | 21.       | kiesett                     | kiesett           | kiesett           | kiesett           | 21.      |
| Carmen Ranigler    | Női         | 1:26,93   | 25.       | kiesett                     | kiesett           | kiesett           | kiesett           | 25.      |
| Corinna Boccacini  | Női         | 1:28,88   | 26.       | kiesett                     | kiesett           | kiesett           | kiesett           | 26.      |

Snowboard cross
| Versenyző         | Versenyszám | Selejtező | Selejtező | Nyolcaddöntő | Negyeddöntő | Elődöntő | Döntő    | Helyezés |
| Versenyző         | Versenyszám | Idő       | Hely.     | Helyezés     | Helyezés    | Helyezés | Helyezés | Helyezés |
| ----------------- | ----------- | --------- | --------- | ------------ | ----------- | -------- | -------- | -------- |
| Alberto Schiavon  | Férfi       | 1:22,33   | 13.       | 3.           | kiesett     | kiesett  | kiesett  | 21.      |
| Stefano Pozzolini | Férfi       | 1:23,08   | 18.       | 2.           | 3.          | kiesett  | kiesett  | 14.      |
| Federico Raimo    | Férfi       | 1:23,16   | 19.       | 4.           | kiesett     | kiesett  | kiesett  | 22.      |
| Simone Malusa     | Férfi       | 1:24,53   | 30.       | 3.           | kiesett     | kiesett  | kiesett  | 30.      |
| Raffaella Brutto  | Női         | 1:34,12   | 17.       |              | kiesett     | kiesett  | kiesett  | 17.      |

## Szánkó
| Versenyző                                 | Versenyszám | 1. futam | 1. futam | 2. futam | 2. futam | 3. futam | 3. futam | 4. futam | 4. futam | Összesítés | Összesítés |
| Versenyző                                 | Versenyszám | Idő      | Hely.    | Idő      | Hely.    | Idő      | Hely.    | Idő      | Hely.    | Idő        | Helyezés   |
| ----------------------------------------- | ----------- | -------- | -------- | -------- | -------- | -------- | -------- | -------- | -------- | ---------- | ---------- |
| David Mair                                | Férfi egyes | 48,978   | 19.      | 48,989   | 17.      | 49,387   | 21.      | 48,845   | 18.      | 3:16,199   | 17.        |
| Reinhold Rainer                           | Férfi egyes | 48,846   | 14.      | 49,065   | 19.      | 49,416   | 22.      | 49,007   | 21.      | 3:16,334   | 21.        |
| Armin Zöggeler                            | Férfi egyes | 48,473   | 3.       | 48,529   | 3.       | 48,914   | 6.       | 48,459   | 4.       | 3:14,375   |            |
| Sandra Gasparini                          | Női egyes   | 42,339   | 20.      | 42,161   | 17.      | 42,881   | 26.      | 42,621   | 23.      | 2:50,002   | 20.        |
| Oswald Haselrieder Gerhard Plankensteiner | Kettes      | 41,789   | 9.       | 41,860   | 9.       |          |          |          |          | 1:23,649   | 9.         |
| Christian Oberstolz Patrick Gruber        | Kettes      | 41,527   | 3.       | 41,585   | 4.       |          |          |          |          | 1:23,112   | 4.         |

## Szkeleton
| Versenyző          | Versenyszám | 1. futam | 1. futam | 2. futam | 2. futam | 3. futam | 3. futam | 4. futam | 4. futam | Összesítés | Összesítés |
| Versenyző          | Versenyszám | Idő      | Hely.    | Idő      | Hely.    | Idő      | Hely.    | Idő      | Hely.    | Idő        | Helyezés   |
| ------------------ | ----------- | -------- | -------- | -------- | -------- | -------- | -------- | -------- | -------- | ---------- | ---------- |
| Nicola Drocco      | Férfi       | 55,77    | 28.      | 54,60    | 26.      | 54,97    | 26.      | kiesett  | kiesett  | 2:45,34    | 26.        |
| Costanza Zanoletti | Női         | 55,48    | 15.      | 55,63    | 16.      | 55,38    | 16.      | 55,31    | 17.      | 3:41,80    | 15.        |